# Bárbara Muñoz (cantante)
Bárbara Paz Muñoz Urzúa (Santiago, 13 de junio de 1985) es una cantante y compositora chilena. Alcanzó reconocimiento masivo en su país como participante del programa de talentos juvenil Rojo Fama Contrafama. Desde entonces ha desarrollado una exitosa carrera musical colaborando con importantes artistas como Juan Magan o Kenny G, consagrándose como una de las mejores voces de su país.

## Biografía
Es la segunda de tres hermanas, desde pequeña comienza a mostrar sus distintas aptitudes artísticas. Su padre fotógrafo no solo se sorprende por su gusto de posar y el encanto por maquillarse, si no también por su gran oído musical, que ya a los 12 años se aprendía perfectamente las canciones de Frank Sinatra, Earth, Wind & Fire, Whitney Houston, Stevie Wonder, etc. y lo sorprende aún más, dado que comienza a componer sus primeras canciones. Así empieza a introducirse en la música y a los 14 años se inscribe en una Academia de canto, en la cual aprende técnicas y desarrolla poco a poco su talento. Enseguida comienza a ganar distintos festivales en la ciudad de Santiago de Chile y es invitada a participar en distintos programas de televisión, en los cuales sorprende con su potente voz. Posteriormente en el año 2002 la invitan a participar en el programa de TV de talentos Nace una estrella de Canal 13, en el que gana la categoría cantantes.

### 2003-2006: Inicios de su carrera y consagración enRojo
En el año 2003 y con solo 17 años, Luis Jara la invita a participar en su personal artístico, al que se integra como corista en sus conciertos, recorriendo todo Chile y participando con él en el Festival de Viña del Mar. Al año siguiente, recibe la invitación del programa Rojo fama contrafama de Televisión Nacional de Chile, el programa de talentos más importante de Chile, para su temporada Rojo de Chile, en el cual clasifica, se convierte en una de las favoritas del público y obtiene el 1.er lugar de cantantes.  A finales de ese año, por su condición de finalista, participa en Rojo Final 2004, final del año contra Rojo, la revancha donde llega a la gala final, obteniendo el 4° lugar. En 2005 sigue en el programa para participar en Rojo Internacional I, dónde Bárbara es cantante para representar a Chile junto a Carolina Soto, pero tiempo después se retira de la competencia y del programa por problemas personales. Pero en el segundo semestre, regresa para Rojo Internacional II, donde logra llegar a la final, obteniendo el 4° lugar, aunque desiste de competir de la final del año Rojo Final Internacional.

### 2006-2010: Traslado a México
En el 2006 vuelve a la música y así su carrera comienza. Y no tan solo es reconocida como una gran cantante, si no también comienza a mostrar sus distintas canciones como compositora, las cuales quedan plasmadas en la producción Independiente de su disco debut Amanecer (2005), lo que la hace tomar la decisión de viajar a México, para probar suerte y mostrar su trabajo. Es ahí, dónde firma contrato con la compañía discográfica Sony BMG Music Entertainment.
En 2007 Bárbara lanzó su disco homónimo, en el que comparte créditos en la composición con Luis Fonsi, Mario Domm, Claudia Brant, Noel Schajris y Leonel García, entonces integrantes de Sin Bandera (con los que además canta a dueto en su disco), entre otros. Formó parte como compositora y cocompositora en temas de Yuridia, Reik, Nadia, Ha*Ash y Shaila Dúrcal.
Más tarde el músico estadounidense Kenny G, la invitó a cantar en su último disco, lanzado en febrero del 2008. El mismo año el productor Walter Afanasieff grabó su voz para la canción «Mírame bailar». Posteriormente, es invitada a participar de la banda sonora de una de las últimas telenovelas mexicanas Un gancho al corazón interpretando el tema «Ganaré por Knockout».
El 2009, clasificó para participar en la competencia de música lanzada por la Cadena Univision, Viva el sueño.

### 2011-presente: Éxito internacional
Decide volver a su país natal, Chile, para comenzar a hacer una introspección musical que luego de un par de meses y de variadas presentaciones en distintos eventos, dan como resultado un giro en su estilo musical, lo que le permite comenzar a trabajar con el Dj y productor Español Juan Magan, lanzando dos sencillos «For a Night» y «Not the one», ambos compuestos por ella. «Not the one» llega a las primeras posiciones en los Charts de Itunes dance y número uno en la radio 40 principales a nivel Latino Americano y España.
En diciembre de 2011, es invitada a participar en el programa de talentos estadounidense ¡Q'viva! The Chosen, presentado por los cantantes Jennifer López y Marc Anthony. El programa se estrenó en enero de 2012 y, después de dos meses de competencia, es seleccionada como cantante femenina principal para el espectáculo latino que López y Anthony presentarán en el Mandalay Bay Resort and Casino de Las Vegas en mayo de 2012.
Para diciembre de 2013, lanza su primera producción en inglés, titulada Dancing in the sun. El álbum llegó a posicionarse en los más pedidos de Radio Carolina en Chile. Luego de un retiro de tres años motivo del nacimiento de su primer hijo, Bárbara vuelve con una colaboración con un sonido más maduro junto al cantante y productor Chileno Nicolás Guerra "Nikko" titulada «Shouldn't love you». 
A fines de 2016, lanza el sencillo titulado «Para olvidarte bien», canción escrita por Jaime Ciero, producida musicalmente por Humberto Gatica, y vocalmente por Nicolás Guerra. Al igual que el sencillo «Shouldn't love you», fue grabada y mezclada por el ingeniero en sonido Jaime Vélez, ganador de varios Grammys, como mejor ingeniero en sonido, en Los Ángeles, California.
En 2018, lanzó «A tu manera», la cual promoción en el programa Rojo, el color del talento, una nueva versión del programa Rojo fama contrafama que anteriormente participó. Afines de este año, publicó el sencillo «Pegaito» probando por primera vez sonidos más latinos y urbanos, canción producida por Siene, compositor y cantautor Chileno de reguetón.

## Discografía
| Álbumes de estudio - 2005: Ámanecer - 2007: Bárbara - 2019: Gemenis Álbumes recopilatorios - 2020: Unreleased - 2020: Amor Álbumes con sus agrupaciones - 2004: Rojo, el color del amor 2 - 2008: Un gancho al corazón | Sencillos - 2005: «Cenizas» - 2007: «Miénteme» - 2007: «Estrellas en mi piel» - 2011: «For A Night» (con Juan Magan) - 2011: «Not the one» (con Luis López y Juan Magan) - 2013: «Dancing in the sun» - 2016: «Shouldn't love you» (con Nikko) - 2016: «Para olvidarte bien» - 2017: «Like you used to» - 2018: «A tu manera» - 2018: «Pegaito» Otras apariciones - 2009: «Mirame bailar» (con Kenny G) - 2016: «Frágil» (con Paula Aguirre) | Videografía - 2006: «Cenizas» - 2007: «Mienteme» - 2008: «Estrellas en mi piel» - 2013: «Dancing in the sun» - 2016: «Shouldn't love you» - 2016: «Para olvidarte bien» - 2017: «Like you used to» - 2018: «A tu manera» - 2018: «Pegaito» |

## Filmografía
| Año       | Título               | Rol      | Canal            | Notas                   |
| --------- | -------------------- | -------- | ---------------- | ----------------------- |
| 2002      | Nace una Estrella    | Cantante | Canal 13 (Chile) | Ganadora — Participante |
| 2004-2006 | Rojo Fama Contrafama | Cantante | TVN (Chile)      | Ganadora — Participante |
| 2009      | Viva el sueño        | Cantante | Univisión        | 6.ª eliminada           |
| 2012      | ¡Q'Viva!: The Chosen | Cantante | Univisión        | Ganadora — Participante |